# Brigade hollandaise
La Brigade hollandaise (en néerlandais : Hollandse Brigade) est une unité de l'Armée du royaume de Hollande envoyée en septembre 1808 par le roi Louis Bonaparte à la demande de son frère l'empereur Napoléon, participer à la guerre d'indépendance espagnole aux côtés de l'armée française. La brigade, sous le commandement du generaal-majoor David Chassé, fait partie de la « division allemande » (qui comprenait également des unités de Nassau, Bade et d'autres alliés allemands de l'empire français) sous le commandement du général français Leval, elle-même incorporée au IVe corps français sous le commandement du maréchal Lefebvre puis du général Sébastiani, et plus tard au Ier Corps d'armée du maréchal Victor. La brigade se distingue dans un certain nombre de grandes batailles, mais elle est ensuite principalement employée dans des opérations de contre-guérilla. Après l'annexion du royaume de Hollande par l'empire français en 1810, la brigade est officiellement dissoute et son personnel (devenu sujets français) absorbé dans le 123e régiment d'infanterie de ligne français, qui continue à être employé en Espagne avant d'être transféré en Russie.

## Formation
Le 17 août 1808, l'empereur Napoléon envoie une demande péremptoire à son frère, le roi Louis de Hollande, de lui fournir une brigade pour servir lors de la campagne d'Espagne. Cette brigade doit être composée d'un régiment de cavalerie de 600 chevaux, d'une compagnie d'artillerie avec 3 canons et 3 obusiers, de trois bataillons d'infanterie de 2 200 hommes au total, et d'un détachement de mineurs et sapeurs, pour un total de 3 000 hommes. Cette brigade, qui devrait être composée principalement de vétérans, doit être prête à marcher durant dix jours une fois la demande effectuée. Louis, qui élude généralement autant que possible les demandes de son frère et cherche à préserver les intérêts de son Royaume, accepte immédiatement la requête, bien que la petite armée hollandaise ait déjà envoyé 6 000 hommes en Allemagne. Le ministre de la Guerre, le général Janssens et le commandant en chef, le maréchal Dumonceau, recommandent le generaal-majoor David Chassé pour commander la nouvelle unité. Le colonel A. Lycklama à Nijeholt commande l'infanterie ; le commandant F.F.C. Steinmetz est placé en tant que commandant de l'artillerie et des sapeurs ; le colonel von Goes prend le commandement de la cavalerie (il est ensuite remplacé par le colonel Van Merlen) ; le capitaine H.R. Trip dirige la compagnie d'artillerie à cheval ; l'ambulance de campagne est sous le commandement du chirurgien G. Sebel ; le lieutenant-colonel Vermeulen sert en tant que chef d'état-major, assisté par le capitaine Van Zuylen van Nijevelt (en).
L'organisation de la brigade présente de nombreuses difficultés. Initialement, le premier bataillon du 3e régiment de Jagers, stationné dans la province de Zélande, est sélectionné pour la brigade, mais il s'avère que le régiment est si dévasté par la « fièvre Zeelandaise » (probablement le paludisme) que la plupart des soldats sont inaptes au service militaire. Le commandement de l'armée remplace donc ce bataillon par le 2e bataillon du 4e régiment de ligne, commandé par le lieutenant-colonel C.L. von Pfaffenrath. L'autre bataillon d'infanterie désigné pour la brigade, commandé par le lieutenant-colonel A.W. Storm de Grave, est formé à partir du 2e régiment de ligne en Groningue. Des problèmes avec l'équipement et le manque de fournitures de base, comme les chaussures, entravent aussi le déploiement rapide de la brigade. D'autre part, la cavalerie, quatre escadrons du 3e régiment de hussards est immédiatement disponible. Les troupes disponibles, 2 200 des 3 000 prévus, sont finalement concentrées près de Bergen op Zoom le 2 septembre 1808 pour marcher vers l'Espagne via la France (le reste, 800 hommes, suivra plus tard). Le 1er septembre, une partie de l'infanterie se révolte en raison des arriérés de salaire. Le gouvernement organise en hâte une avance, qui rétablit le calme. Le 2 septembre 1808, le maréchal Dumonceau en personne assiste au départ de la brigade.

## Histoire

### Voyage en Espagne
La brigade parcourt le trajet à pied jusqu'en Espagne, le transport par mer étant rendu impossible par le blocus de la Royal Navy. Elle se dirige vers Paris, via Anvers, Gand, Lille et Amiens. Alors que les autorités françaises ont promis leur soutien, il s'avère qu'aucune autorité locale n'a été prévenue de devoir fournir nourriture et abri à la troupe. Le quartier-maître général hollandais O.J. Romar essuie souvent une fin de non-recevoir de la part des commandants locaux français et doit organiser les approvisionnements lui-même, ce qui épuise son trésor de guerre prématurément. Les soldats doivent souvent acheter eux-mêmes la nourriture sur leur maigre salaire (un sou et demi par jour) qui est nettement insuffisant. La faim et la fatigue causent par conséquent un flux croissant de traînards. Les jeunes officiers, qui vivent dans des conditions plus luxueuses et qui voyagent en voiture, commencent à critiquer ouvertement le général Chassé.
La brigade arrive à Saint-Denis, près de Paris, le 19 septembre. À ce moment-là, ses effectifs s'élèvent à 2 130 hommes et 846 chevaux. Le général Chassé se plaint immédiatement au ministre Janssens à propos du manque de soutien qu'il avait reçu, et le ministre charge l'ambassadeur hollandais à Paris, l'amiral Verhuell, d'insister auprès des autorités françaises pour qu'elles remplissent leurs obligations. Le ministre fait aussi payer les avances promises (en utilisant les banquiers Audenet et Slingeland à Paris). Le 20 septembre la brigade défile devant la reine Hortense de Beauharnais, épouse séparée du roi Louis. Le lendemain, l'empereur Napoléon, accompagné par le maréchal Lefebvre, inspecte personnellement la brigade, ce qui impressionne fortement les soldats. Napoléon profite de l'occasion pour modifier l'organisation des bataillons d'infanterie faisant passer leurs effectifs de 9 compagnies à 6, renforçant ainsi la force de chacune de ces compagnies. Il décrète également que la brigade fera partie de la « division allemande », composée de troupes d'un certain nombre d'États allemands alliés de l'Empire français, commandée par le général Leval. Cette division doit être incorporée au IVe Corps d'Armée sous le commandement du maréchal Lefebvre. Enfin, Napoléon organise deux dépôts, l'un pour l'infanterie à Saint-Denis, et l'autre pour la cavalerie dans Versailles, où les traînards et le personnel malade (208 hommes, parmi eux le commandant Steinmetz) doivent être recueillis avant de rejoindre leurs unités en Espagne.
La brigade quitte Paris pour Bayonne, près de la frontière espagnole, le 22 septembre. Elle passe par Chartres, Le Mans, Saumur, Niort et Bordeaux. Cette fois, leur réception par la population locale est beaucoup plus agréable et les troupes sont traitées sur un pied d'égalité avec les troupes françaises. La brigade arrive à Bayonne le 24 octobre. La ville étant le point de départ de l'invasion française vers l'Espagne, elle est un point important de concentration des troupes. La brigade s'en sort bien dans le chaos consécutif à ce rassemblement de troupes, grâce aux efforts du quartier-maître Romar, qui persuade même les Français de fournir de nouveaux manteaux d'uniformes et des chaussures. À cette époque, l'effectif de la brigade est tombé à 1 700 hommes.
Mais ces survivants sont les hommes les plus résistants, la dure marche ayant éliminé les plus faibles. Les expériences communes ont forgé un sentiment de camaraderie parmi les troupes. Lorsque la brigade entre en Espagne le traitement relativement « favorisé » prend fin : la brigade doit se débrouiller par elle-même en concurrence avec les unités françaises et alliées pour la nourriture et l'abri. Une autre mauvaise surprise attend le commandement de la brigade lorsqu'il prend conscience des dangers posés par les guérilleros espagnols (généralement appelés « brigands » par les Français) qui s'attaquent continuellement aux lignes d'approvisionnement françaises. La brigade marche vers Bilbao via Irun, Tolosa, Mondragón et Durango. Elle arrive à Bilbao vers la fin d'octobre 1808 .

### Durango (31 octobre 1808)
Presque immédiatement après son arrivée sur le sol espagnol le maréchal Lefebvre prive le général Chassé de ses mineurs et sapeurs, de sa cavalerie et de son artillerie. Les protestations de Chassé restent vaines, et ceux, malgré le fait que le roi Louis lui ait ordonné de garder la brigade réunie. Les ingénieurs militaires disparaissent « sans laisser de trace » ; il s'avéra plus tard qu'ils avaient été chargés d'améliorer les défenses de la citadelle de Burgos, ce qu'ils ont fait consciencieusement, malgré le fait que leur commandant, le capitaine Lambert, payait ses hommes à partir de sa propre bourse. Finalement, ils détruisirent la citadelle dans une action d'arrière-garde courageuse, le 10 mai 1811, juste avant l'entrée des Britanniques. 
Les hussards sont intégrés dans une brigade de cavalerie attachée à la division du général Sébastiani. Les bataillons d'infanterie, ossature de la brigade, sont affectés à la division Leval, formant à eux seuls l'unité combattante désignée par la suite comme la « brigade hollandaise ». Cette division comprenait, outre les troupes hollandaises, des fantassins du régiment de Nassau, le régiment de Bade, le régiment de Hesse-Darmstadt, un bataillon de Francfort, un bataillon des gardes nationaux parisiennes, et deux batteries d'artillerie. Avec la division Sébastiani et la division Villatte, la division Leval forme alors le IVe Corps d'Armée français sous le commandement du maréchal Lefebvre. Ce corps est concentré autour de Durango avec l'objectif de marcher sur Bilbao et à partir de là, sur Madrid.
Cependant, pour ce faire, il faut d'abord battre l'armée espagnole du général Blake. Les armées espagnoles et françaises s'affrontent à la bataille de Durango le 31 octobre 1808. La brigade hollandaise avait été inspectée par le maréchal Lefebvre le 30 octobre, et à cette occasion le maréchal avait prononcé un discours d'encouragement fort. Ainsi motivés les troupes hollandaises font face aux Espagnols parmi les autres troupes étrangères sous le commandement temporaire du général Villatte. Sur l'ordre de Villatte, ils attaquent les Espagnols et réussissent à les chasser du premier tertre de Bernagoitia puis de Nevera, malgré la difficulté du terrain. Les Hollandais allument alors un feu pour signaler au centre français (Sébastiani) et à l'aile droite (Leval) de démarrer leur avance. Le général Chassé mène la poursuite des Espagnols en fuite. Des voltigeurs hollandais tombent alors sur un troupeau de moutons, qui paissait dans un bois et ils apprécièrent particulièrement la viande après en avoir été privé si longtemps. À l'issue de la bataille, les troupes hollandaises reçoivent beaucoup d'éloges : le général Chassé est nommé chevalier de la Légion d'honneur et cinq autres officiers reçoivent une médaille pour Bonne Conduite et bravoure.
Après la bataille, l'armée française poursuit l'armée espagnole, tout en pillant la campagne environnante. Le 9 novembre, quelques jours après la bataille de Balmaseda, à laquelle elle ne participe pas, la brigade hollandaise atteint Balmaseda qui est en train d'être saccagée en représailles à l'assassinat de trois Français. Après une marche à travers la ville en flamme, quelques troupes hollandaises rejoignent les pillards, avant d'être rapidement maîtrisés. Le capitaine Van Oudheusden, sabre tiré, sauve quelques femmes espagnoles de viols commis par des grenadiers français.

### De Durango à Mesas de Ibor (17 mars 1809)

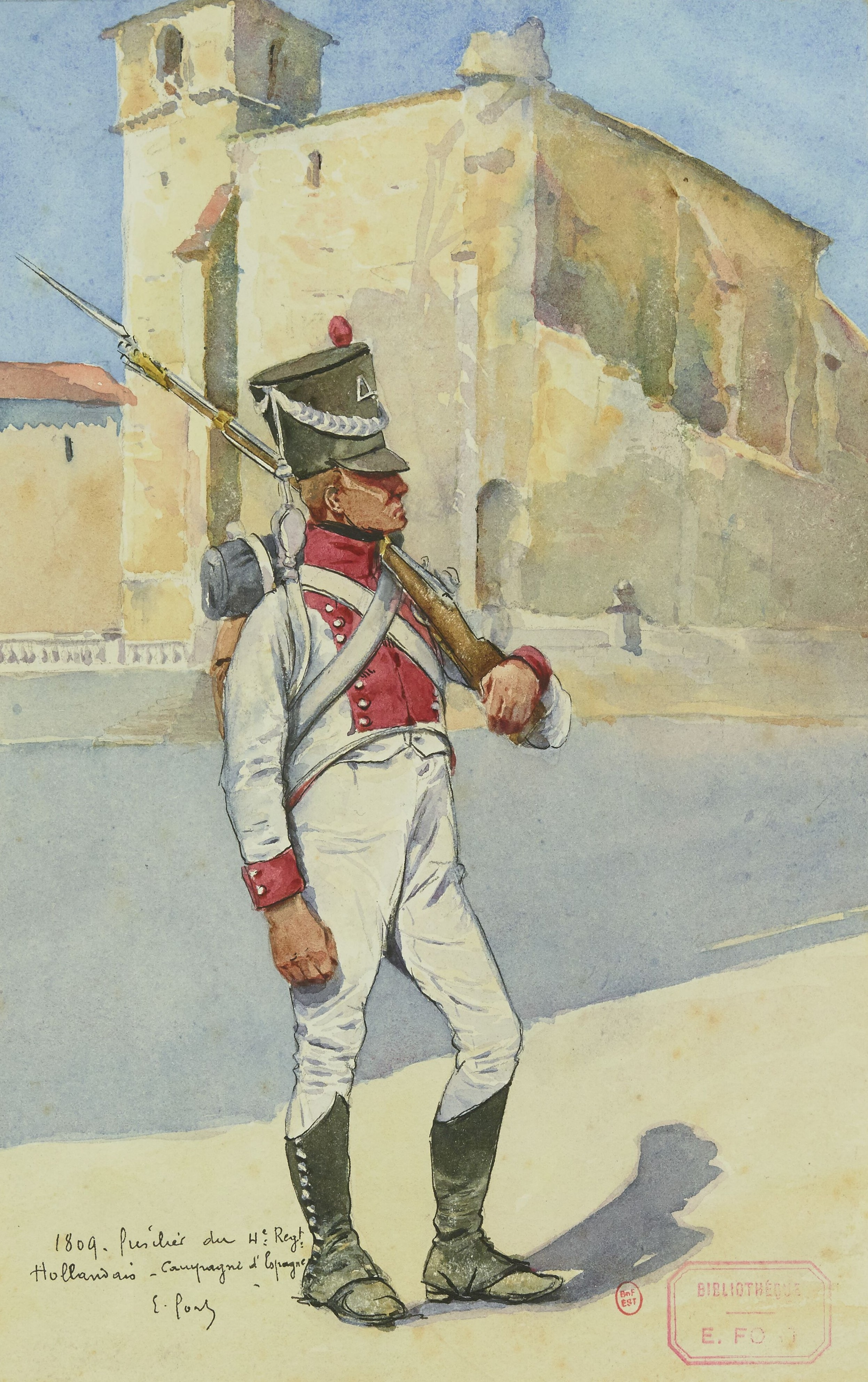
Fusilier du 4e régiment de ligne hollandais pendant la campagne d'Espagne en 1809, par Ernest Fort.

Dans les mois suivants, la brigade est principalement utilisée pour effectuer des missions de garde et d'escorte. Le général Chassé est nommé gouverneur militaire de Bilbao le 9 novembre et la brigade est chargée de tâches d'occupation. Chassé mène lui-même une reconnaissance en force avec 500 hommes dans la zone côtière à l'ouest de Bilbao qui avait été relativement exempte de pillages, mais la plupart des habitants avaient fui. Le 14 décembre, il est rappelé pour conduire la brigade à Madrid à la suite du IVe Corps. La marche à travers les hautes terres du centre de l'Espagne est difficile, en raison du froid extrême de l'hiver. La recherche de nourriture est difficile, en raison du pillage des troupes précédentes et de la fuite de la population. Madrid est atteint au réveillon du Nouvel An 1809.
Les problèmes logistiques qui touchent l'ensemble de l'armée d'invasion, se font sentir encore plus vivement pour les Hollandais, car ils ne sont fournis que lorsque les Français le sont déjà. La cavalerie hollandaise a notamment un fourrage de qualité insuffisante pour ses chevaux, et ceux-ci perdent souvent des fers en raison du terrain difficile. À Bilbao seulement 91 chevaux sur 231 sont aptes au service. L'artillerie à cheval a perdu tant de chevaux que leurs caissons de munitions doivent être tirés par trois chevaux, au lieu des six habituels. Parce que l'infanterie hollandaise utilise un autre type de fusil que les Français, ils ne peuvent pas utiliser des balles françaises, ce qui cause bientôt un manque de munitions. Les jeunes officiers regrettent le fait que Chassé soit insuffisamment énergique dans ses requêtes au commandement du Corps français. Ils montrent ouvertement leur mécontentement, ce qui rend difficile les relations personnelles avec le général. Chassé renvoie alors un certain nombre d'officiers « difficiles », parmi lesquels le chef d'état-major Vermeulen, qui est remplacé par le capitaine Van Zuylen van Nijevelt.
À Madrid, l'ensemble de la division allemande est transféré au Ier Corps sous le commandement du maréchal Victor (marié à une Hollandaise) en janvier 1809. La brigade reçoit l'ordre de garder l'un des trois ponts sur le Tage, à El Puente del Arzobispo, où elle arrive à la fin de janvier. Les hussards hollandais restent avec le IVe Corps, maintenant commandé par le général Sébastiani, et prennent part entre autres à la bataille de Ciudad-Real (en) du 27 mars 1809 après laquelle le colonel Roest van Alkemade est cité à l'ordre du jour.
Pendant ce temps l'infanterie hollandaise fortifie le pont d'Arzobispo sous la direction des officiers ingénieurs Van Schelle et De Boer, ce qui le rend infranchissable. Mais le commandement du Corps leur ordonne de permettre de nouveau le franchissement du pont à la fin de février. Chassé, conscient du fait que les troupes espagnoles se trouvaient à proximité, il forme une tête de pont sur le côté « espagnol » du Tage et il effectue des patrouilles intensives du 19 au 23 février dans la Sierra de Altamira pour se prémunir contre les guérillas. Les guérillas locales, environ 10 000 hommes, sont pour la plupart des prisonniers de guerre évadés, d'anciens soldats de l'armée du général Venegas, qui avait été battu par le maréchal Victor à la bataille d'Uclés. La division allemande est chargée de réprimer leur activité dans la zone au-delà du Tiétar.
Cette opération de contre-guérilla, la première en son genre dans la guerre espagnole, conduit bientôt à des excès. La brigade hollandaise s'engage dans une mesure de représailles contre la ville de Arenas de San Pedro, où les habitants avaient par « traîtrise » assassiné un certain nombre de dragons de Westphalie, et mutilé leurs corps. Les Allemands en colère mènent le 25 février, sous la direction du commandant Von Holzing, le pillage de la ville où même les enfants ne sont pas épargnés. Des soldats hollandais sont impliqués dans le carnage à l'horreur de leurs propres officiers, qui jurent de ne jamais plus laisser les choses déraper ainsi. Ils tiennent apparemment parole, car les atrocités commises dans Arenas sont les seules dans lesquelles les troupes hollandaises furent impliquées pendant la guerre, autant que l'on sache.
Après la victoire française au seconde siège de Saragosse le 24 février 1809, le maréchal Victor décide d'attaquer les forces espagnoles sur la rive sud du Tage. Il donne à la division allemande un rôle prépondérant dans cette attaque. Le 17 mars 1809, la division rencontre une forte force espagnole à Mesas de Ibor. Le général Leval envoie d'abord le régiment de Nassau contre les retranchements Espagnols, mais ils sont repoussés par les tirs nourris des Espagnols. Ensuite Leval décide d'une attaque générale sur un front plus large. La brigade hollandaise est au centre, flanqué par le régiment de Bade sur la gauche, et le régiment de Hesse-Darmstadt sur la droite. Le général Chassé ordonne une attaque à la baïonnette et les Hollandais prennent d'assaut les travaux de terre espagnols sans coup férir. Bien que les troupes souffrent de la mitraille, des incendies et des tirs de mousquet, ils ne fléchissent pas. Miraculeusement seulement dix soldats hollandais sont tués et 49 blessés dans le déluge de feu. Les troupes espagnoles fuient les baïonnettes hollandaises. Le reste du front espagnol à Almaraz s'effondre et les Français peuvent traverser le Tage.

### Medellin, Talavera et Almonacid
Les Français cherchent dès lors à forcer l'armée espagnole à accepter la bataille. Ils y parviennent le 28 mars près de Medellin. Dans cette bataille, les seuls Hollandais impliqués sont les hussards hollandais qui participe à la charge de cavalerie qui rompt la ligne espagnole. Après la bataille très sanglante, le commandant Steinmetz est chargé de collecter les armes abandonnées. Ils trouvent plus de 8 000 fusils. Après la bataille l'infanterie hollandaise est gardée en réserve. Le général Chassé est nommé gouverneur militaire de la province de Trujillo dans l'Estrémadure, avec capitale la ville de Trujillo. Bien que les Hollandais réussissent à récupérer dans cette période plus tranquille, l'approvisionnement des troupes est toujours un problème, la population locale refusant de coopérer. Le quartier-maître Romar organise donc une boulangerie et une boucherie militaire avec les boulangers et les bouchers hollandais, recrutés parmi les hommes de troupe, pour subvenir aux besoins de la brigade. De plus, le trésorier reçoit suffisamment de fonds pour payer les arriérés de salaire des troupes. Le calme relatif de la situation donne aux troupes l'occasion de sentir les affres de la nostalgie. Les contacts avec leurs familles n'étant que sporadiques, en raison de l'inégal bureau de poste de campagne. Les soldats ne reçoivent que peu de journaux hollandais, ce qui est favorable au moral des troupes dans la mesure où cela les empêche de s'apercevoir que personne en Hollande ne s’intéresse à cette guerre et à leur situation. De nombreux soldats et officiers souhaitent rentrer et espèrent que la brigade soit bientôt rappelée ou, à défaut, qu'eux-mêmes soient en mesure de rentrer chez eux. Des membres influents de la famille de certains officiers font pression pour que leurs proches soient rappelés.
L'offensive française est bientôt au point mort et la position française dans l'Estrémadure est devenue intenable en juin 1809 en raison de la situation difficile de l'approvisionnement et de la maladie parmi les troupes. Le 1er Corps quitte sa position et se retire derrière le Tage entre le 14 et le 19 juin ; les Hollandais campent à nouveau près de Talavera. Les anglo-espagnoles décident alors de faire mouvement vers la position française. Les généraux Cuesta et Venegas menacent les Français des deux côtés, alors que le corps expéditionnaire britannique du général Wellesley avancent pour fermer l'anneau. À la fin de juillet 1809, les armées espagnoles et britanniques affrontent les forces françaises à la bataille de Talavera. La Brigade hollandaise, au sein de la division Leval, bivouaque dans une oliveraie pendant la nuit du 27 juillet, la veille de la bataille. Les hollandais trouvent à peine le sommeil à cause des fusillades pendant la nuit. Le lendemain, les premières attaques des Français sur les positions britanniques sont repoussées avec de lourdes pertes. En milieu de journée, les belligérants marquent une pause dans les hostilités, au cours de laquelle les Français tiennent un conseil de guerre. Sur les conseils du maréchal Victor, ils décident de ne pas attendre les renforts du corps du maréchal Soult, mais d'attaquer de nouveau dans l'après-midi. La division Leval attaque la 4e division britannique du général Alexander Campbell (en). Les troupes de Nassau, dans l'avant-garde, sont repoussése et poursuivies par les Gardes britanniques, qui à leur tour sont repoussées avec de lourdes pertes. Plus tard dans l'après-midi, la division allemande contre-attaque deux fois à partir de sa base dans l'oliveraie, mais sans résultat. La bataille se solde par un match nul tactique, mais les Britanniques reculent sur Badajoz au grand dam des généraux espagnols,.
Les pertes de la Brigade hollandaise à Talavera s'élèvent à 31 tués et 146 blessés. Le commandant Steinmetz (maintenant commandant de l'artillerie de la division Leval), qui avait été malade pendant un temps très long, meurt sur le champ de bataille de complications de la podagre,.
Après la bataille de Talavera, les bataillons d'infanterie affaiblis (maintenant réorganisés comme le 2e régiment d'infanterie) sont réunis avec la cavalerie et l'artillerie de la brigade toujours au sein du IVe Corps, maintenant commandé par le général Sébastiani, nouvellement promu. Ils se dirigent sur Tolède pour le repos et la récupération. Le 11 août 1809 le IVe Corps quitte Tolède pour couper l'avance de l'armée espagnole du général Venegas sur Madrid. Les armées se rencontrèrent dans le village d'Almonacid. L'armée espagnole (23 000 hommes et8 000 chevaux) se dispose en ligne en face du village. Venegas place son artillerie sur deux collines abruptes, dont l'une est appelée Los Cerrojones, qui couvrent l'ensemble du champ de bataille. À la gauche de la principale force espagnole, un nombre inconnu de soldats se sont cachés dans une oliveraie. Sébastiani dirige la division Leval (à la droite française) pour encercler Los Cerrojones. Pendant ce temps, l'artillerie française se bat en duel avec son homologue espagnole, tandis que l'artillerie à cheval polonaise et hollandaise attaque le détachement espagnol dans l'oliveraie ; ce dernier abandonne sa position.
Ensuite, le général Sébastiani attaque les bataillons Jaén et Bailén au somment de la colline. L'infanterie polonaise est initialement repoussée avec de lourdes pertes par les Espagnols. Sébastiani ordonne alors à Chassé de faire un mouvement enveloppant, contré par la cavalerie espagnole. La division Leval se forme rapidement en carrés et repousse la cavalerie ennemie avec de lourdes pertes. Après ce revers, les troupes espagnoles abandonnent leurs positions sur la colline sans résistance, découvrant les flancs du corps principal. À ce moment, le roi Joseph Bonaparte arrive sur les lieux avec des renforts pour les Français. Sébastiani lance alors une attaque générale de cavalerie sur le centre espagnol, soutenue par l'artillerie à cheval du capitaine Trip, attaquant sur la droite espagnole, tandis que Chassé dirige l'infanterie contre la gauche espagnole. Sous cette pression, les troupes espagnoles reculent jusqu'à la colline où elles forment une ligne de défense autour de leur artillerie. Malgré le feu meurtrier des canons espagnols, qui tracent de larges sillons dans les formations françaises et alliées, l'infanterie poursuit son mouvement en avant et parvient jusqu'aux Espagnols qu'elle attaque à la baïonnette. Après un court combat d'homme à homme, les Espagnols fuient en désordre, abandonnant dix étendards et 26 canons. Des milliers de soldats espagnols sont faits prisonniers de guerre. Les hussards hollandais de Van Merlen (pour l'instant responsables de la cavalerie hollandaise) prennent part à la poursuite et capturent un grand nombre de charrettes et de mulets du train de bagages espagnol. Le roi Louis était si fier de la participation hollandaise à la victoire qu'il décrète que chaque année de service en Espagne compterait pour deux. Bien que les pertes du côté français soient élevées (2 400 tués et blessés), la brigade hollandaise ne compte que sept tués et 37 blessés.

### Ocaña et la guerre de contre-guérilla
Après la bataille d'Almonacid les hostilités marquent une pause dont la Brigade hollandaise a grandement besoin. La brigade a perdu neuf officiers et 815 hommes, comme le général Chassé le signale au commandement de l'armée à La Haye en octobre 1809, mais après les renforts de début 1809 il n'y a plus aucune perspective de nouveaux renforts. Au contraire, la Hollande elle-même est en danger, en raison du débarquement britannique en Zélande et le roi Louis exige le rappel de la brigade pour aider à défendre le royaume. Le commandement suprême français refuse cependant, la brigade hollandaise étant indispensable en Espagne. Le commandement suprême hollandais, informé par des lettres privées d'officiers critiques dans la brigade, commence à être mécontent de la politique du général Chassé et de son « manque de fermeté » à l'encontre des tentatives françaises pour disperser les unités de la brigade. Selon le ministre de la Guerre Krayenhoff ce manque de volonté est en grande partie dut au faible état de forme de la brigade, qui compte beaucoup de malades et de blessés (déjà en février 1809 le général Krayenhoff avait prévenu que près de 400 hommes avaient « disparu » de cette façon). Le général Chassé se défend contre les reproches en soulignant que le roi lui-même lui avait ordonné d'obéir aux ordres français. En outre, il demande d'être compréhensif face aux circonstances difficiles dans lesquelles il a dû travailler : les fournitures manquaient, vêtements, chaussures et médicaments non disponibles ont fait que les soldats trop affaiblis ont été incapables de suivre le rythme de la marche. Chassé demande rhétoriquement : « quel barbare pouvait lancer ces hommes épuisés en avant ? » Il souligne également que les unités allemandes de la division Leval sont encore plus épuisées.
La pause dans les hostilités ne dure que quelques semaines. Le duc del Parque réussit à vaincre le général Marchand à Tamamès le 18 octobre 1809, ce qui rend la Junte suprême espagnole trop confiante. Ils ordonnent au général Areizaga de marcher sur Madrid à partir de La Manche avec son armée de 50 000 hommes. Les Français ne peuvent le laisser faire, et le 9 novembre le maréchal Soult envoie les hussards polonais, renforcés par l'artillerie à cheval du capitaine Trip, occuper la ville d'Ocaña. Sur le chemin à Dosbarrios, ils rencontrent la cavalerie espagnole et une fusillade féroce s'ensuit. Les Polonais et les Hollandais l'emportent, mais l'événement est suffisamment inquiétant pour le commandement français qui ordonne à toutes les unités disponibles dans la région du Tage d'endiguer l'avancée espagnole.
Le 18 novembre, le général Chassé est avec la brigade hollandaise à Aranjuez, et reçoit l'ordre de marcher toute la nuit avec son unité accompagné de la cavalerie polonaise à Ocaña, où ils arrivent à l'aube. L'armée d'Areizaga est déjà déployée à travers la plaine. L'armée espagnole est forte de 50 000 hommes, très fatigués après leurs marches forcées des jours précédents. Les Français et leurs alliés avaient environ 30 000 hommes. Le maréchal Soult est à la tête des Français, le roi Joseph observant. Le mouvement d'ouverture de Soult est une attaque de l'aile gauche française, composée de troupes polonaises, allemandes et hollandaises, sur la droite espagnole. Cependant, les Espagnols anticipent avec un assaut frontal qui conduit les alliés à se replier sur la division française de Girard qui se tenait d'arrière d'eux. L'artillerie espagnole a tiré par-dessus la tête de ses propres troupes et fait de nombreuses victimes parmi la division Leval. Beaucoup de chevaux ont été tués, parmi lesquels ceux du capitaine Trip, entravant le mouvement de ses batteries d'artillerie à cheval. Cependant, la division Leval réussi à se reformer et à avancer contre la grêle du feu espagnol. Le colonel Von Pfaffenrath, commandant des deux bataillons hollandais, dirige l'avance de la première ligne des troupes. Il est accompagné par les chirurgiens hollandais qui aident de leur mieux les blessés ; un chirurgien, Jacobsen, est tué et un autre, Dieudonné, gravement blessé, mais il continue à servir.
Le général Leval est blessé et le général Chassé assume le commandement de la division. Les soldats alliés réussissent à infiltrer les rangs de l'infanterie espagnole et un combats d'homme à homme s'ensuit, mettant les Espagnols sur la défensive. L'artillerie française empêche l'infanterie espagnole de se rallier, et une charge de flanc des lanciers polonais la met en fuite. Une déroute espagnole générale s'ensuit. Beaucoup de soldats espagnols sont tués par la cavalerie française et leurs alliés, tandis que d'autres sont faits prisonniers par le 1er Corps français qui vient de traverser le Tage. Plus de 14 000 soldats espagnols se rendent. La division allemande est largement saluée par le commandement français. Le maréchal Sébastiani, dans un discours au général Chassé, est élogieux, surtout envers les artilleurs hollandais (le capitaine Trip est nommé chevalier de la Légion d'honneur), et un certain nombre d'officiers hollandais sont mentionnés dans les dépêches. La brigade hollandaise enregistre des pertes relativement lourdes : 82 tués et 89 blessés.
Le grand nombre de prisonniers de guerre pose des problèmes insurmontables pour le commandement français : il n'y a tout simplement aucun moyen de les nourrir. En plus il est probable qu'ils soient libérés par les guérilleros espagnols. Il est donc décidé de les faire marcher vers la France et la division allemande (maintenant sous le commandement du général Chassé) se voit confier la tâche d'escorter les convois. La brigade hollandaise part le 26 novembre avec 4 000 détenus, après les régiments de Nassau et Bade qui ont déjà pris la route les jours précédents avec d'autres transports (au total 10 000 prisonniers). Faire escorter les transports avec des régiments entiers semble peut-être exagéré, mais le nombre de guérilleros sur la route de Bayonne via Burgos et Vitoria est si grand que cela est nécessaire. Dépouillés de tous leurs biens, les prisonniers sont dans un état piteux après la semaine passée à Madrid où ils ont à peine mangé. Le transport devient une véritable « marche de la mort » au cours de laquelle 2 000 des 10 000 prisonniers meurent. Chassé et ses hommes trouvent la tâche très rude et plaignent leurs prisonniers bien qu'ils ne puissent rien faire pour améliorer leurs conditions. Plusieurs officiers hollandais qui avaient été rappelés aux Pays-Bas, parmi lesquels le capitaine Van Zuylen van Nijevelt (il est remplacé par le colonel français Brenot en tant que chef d'état-major) accompagnent le convoi. Ils arrivent à Bayonne le 28 décembre 1809.
Dans la première moitié de 1810, la brigade hollandaise est chargée de la contre-guérilla dans la Manche. Les très nombreux guérilleros harcèlent régulièrement les lignes de ravitaillement français. Ils opèrent dans de grands groupes, dirigés par des chefs légendaires comme El Empecinado et "El Chaleco" (le gilet) (en). Les contre-mesures françaises sont largement inefficaces, notamment parce que les troupes françaises s'aliènent la population par leurs mesures sévères : chaque action de « brigands » est suivie de représailles contre la population civile des villages voisins. Cela provoque une spirale de la barbarie et de représailles, dans lequel les civils, aveuglés par la haine, assassinent à leur tour des patrouilles isolées, les vedettes et messagers, et les soldats blessés. La mission de la brigade hollandaise reste généralement infructueuse, à part le 24 janvier 1810, lorsque le capitaine J.P. Sprenger avec un détachement de 100 hommes bat une troupe de 900 cavaliers irréguliers espagnols près de Lerma. Un mois plus tard, une escouade hollandaise est prise en embuscade dans la province de Ségovie et disparaissent sans laisser de trace, seuls quelques baudriers sont retrouvés. Mi-avril 1810, Chassé établit son quartier-général à Almagro et réussit à capturer un troupeau de 15 000 mérinos, convoyé vers le Portugal par la guérilla sur les ordres de la Junte Centrale. À la mi-juin, la brigade gravement affaiblie (seulement 600 hommes, 260 chevaux et deux canons sont encore sous les armes) arrive dans Manzanares pour combattre les guérilleros locaux, mais les troupes sont trop épuisées pour faire quoi que ce soit de remarquable. Cependant, un détachement commandé par le lieutenant-colonel Aberson occupe Villanueva de los Infantes et improvise une base de patrouille. Quand Aberson envoie la plupart de ses hommes dans une de ces patrouilles, la population locale attaque les Hollandais restants, qui se replient dans l'église locale. Ils sont assiégés pendant quelques jours jusqu'à ce que Chassé et Aberson viennent les soulager. Les Hollandais pillent alors l'église et les maisons des citoyens en représailles et repartent avec deux charretées d'argent.
Le 10 juillet 1810, le royaume de Hollande est annexé à l'Empire français par un décret de l'empereur Napoléon. Cette réunion est suivie le 16 juillet 1810 par la dissolution de l'armée royale et de ses unités, comme la brigade hollandaise. L'infanterie de la brigade hollandaise est absorbée dans le 123e régiment d'infanterie de ligne français (les hussards étaient déjà rentrés pour la plupart aux Pays-Bas en février 1810). Leur première tâche est d'apprendre le français, car leurs nouveaux officiers ne parlaient pas nécessairement le néerlandais. Les mineurs et sapeurs deviennent la sixième compagnie du 1er bataillon français de mineurs. Certains soldats hollandais désertent. Le général Chassé fait fusiller un certain nombre de ces déserteurs sur le front des troupes en septembre 1810, et il rappelle à ses troupes que, malgré la dissolution du royaume et de l'armée, ils sont encore liés (comme lui) par leurs serments,.

## Héritage
Le rôle des soldats hollandais dans la guerre ne s'arrête pas avec la dissolution de la brigade. Le 123e régiment reste une unité majoritairement néerlandaise, bien que sous le commandement d'officiers français (le général Chassé est placé à la tête d'une autre brigade française). Dès décembre 1810, ils sont impliqués dans la lutte contre la guérilla du chef El Chaleco, sans beaucoup de succès, malgré quelques combats très violents avec les guérilleros. Après 1811, les aventures des membres néerlandais du 123e régiment en Espagne sont difficiles à reconstruire, parce que les archives montrent de grandes lacunes. En janvier 1812 seulement 800 fantassins néerlandais sont encore recensés. Mais le régiment, renforcé par de nouvelles recrues néerlandaises, est transféré dans l'armée avec laquelle Napoléon envahit la Russie en juin 1812. Il est incorporé à la brigade Coutard dans la division Merle du IIe Corps, commandé par le maréchal Oudinot. Le 19 octobre 1812, il fait partie de l'arrière-garde qui couvre la retraite du Corps sur la Dvina à la seconde bataille de Polotsk et il se distingue, de sorte que « Polotsk » est l'une des inscriptions sur l’emblème du régiment moderne. À la bataille de la Bérézina le régiment forme de nouveau une partie de l'arrière-garde qui est sacrifiée pour couvrir la retraite des Français. Au début de la bataille, le régiment dispose encore de 100 hommes aptes au service ; après la bataille, il n'existe plus. « Bérézina 1812 » est une autre inscription du régiment français moderne. Quelques-uns des anciens combattants hollandais de la guerre espagnole parviennent cependant à retourner aux Pays-Bas.
Le général Chassé, qui était resté au service de l'Empire en Espagne en dépit de ses réticences personnelles sur l'annexion, fait partie des rapatriés. Il est nommé général de brigade français. Il connait une carrière rapide en raison de ses capacités, et termine sa carrière au grade de lieutenant-général[réf. obsolète]. Après l'abdication de Napoléon, il demande à être autorisé à démissionner du service français, après quoi il offre ses services au nouveau gouvernement des Pays-Bas, qui n'est que trop heureux d'accepter. En tant que lieutenant-général néerlandais, il joue un rôle important dans la bataille de Waterloo à la tête de la 3e division hollando-belge. Il y mène, à un moment décisif de la bataille, une charge à la baïonnette de la brigade Detmers (en) sur la Moyenne Garde française.